# Johann Albert Heinrich Reimarus

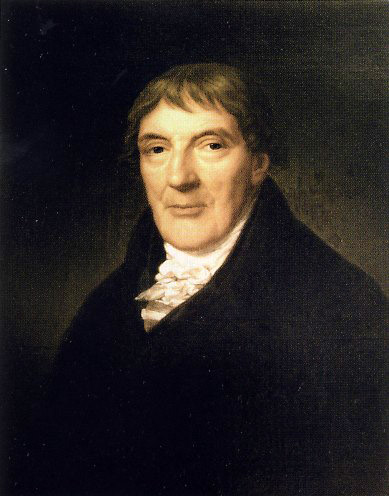
Johann Albert Heinrich Reimarus; schilderij door Friedrich Carl Gröger (1818).

Johann Albert Heinrich Reimarus (Hamburg, 11 november 1729 - Rantzau, 6 juni 1814) was een Duits arts, natuurlijk historicus en econoom.
Hij was een zoon van Hermann Samuel Reimarus, de broer van de schrijfster Elise Reimarus en de vader (door zijn eerste huwelijk) van Johanna Reimarius, die trouwde met Georg Heinrich Sieveking. Hij trad tweemaal in het huwelijk. De tweede keer met Sophia, een zuster van August Adolph von Hennings.
In 1755 bezocht hij Londen en studeerde onder de anatomen William Hunter en James Douglas. Zijn prestaties omvatten de invoering van de vaccinatie tegen pokken in Hamburg en de invoering in continentaal Europa van het in Groot-Brittannië ontstane idee van de bliksemafleider.